# NGC 868
NGC 868 is een elliptisch sterrenstelsel in het sterrenbeeld Walvis. Het hemelobject werd op 3 oktober 1886 ontdekt door de Amerikaanse astronoom Lewis A. Swift.

## Synoniemen
- PGC 8659
- UGC 1748
- ZWG 387.63